# Jayanta Kumar Ghosh
Jayanta Kumar Ghosh ou Jaẏanta Kumāra Ghosha (em bengali:  জয়ন্ত কুমার ঘোষ; 23 de maio de 1937 – 30 de setembro de 2017) foi um estatístico indiano, professor emérito do Indian Statistical Institute e professor de estatística da Universidade Purdue.

## Formação
Obteve um B.S. no Presidency College, então afiliado com a Universidade de Calcutá, onde obteve em seguida um M.A. e um Ph.D., orientado por H. K. Nandi. Começou a carreira de pesquisador no início da década de 1960, estudando análise sequencial no Departamento de Estatística da Universidade de Calcutá.

## Pesquisa
Dentre suas descobertas mais conhecidas estão a representação de Bahadur–Ghosh–Kiefer (com R. R. Bahadur e Jack Kiefer) e a identidade de Ghosh–Pratt com John Winsor Pratt.
Foi presidente do Instituto Internacional de Estatística em 1993. Foi palestrante convidado do Congresso Internacional de Matemáticos em Berlim (1998: Bayesian density estimation). Recebeu o Padma Shri em 2014.

## Obras
- Invariance in Testing and Estimation (Lecture Notes), 1967, publicado pelo Indian Statistical Institute, Calcutá.
- Higher Order Asymptotics (based on CBMS-NSF lecture), publicado juntamente por Institute of Mathematical Statistics e American Statistical Association, 1994.
- (com R.V. Ramamoorthi) Bayesian Nonparametrics (Springer 2003).
- (com Mohan Delampady and Tapas Samanta) An Introduction to Bayesian Analysis - Theory and Methods, Springer 2006.